# IQSEC1
IQSEC1‏ (IQ motif and Sec7 domain 1) هوَ بروتين يُشَفر بواسطة جين IQSEC1 في الإنسان.